# Agon
Agon (em grego Ἀγών) era um Daemon, que personificava os concursos, desafios e disputas solenes, presente nos Jogos Olímpicos, nas peças teatrais e também nos debates e discussões filosóficas. Seu Daemon oposto era Neicos, os debates e as discussões maléficas do cotidiano. Era representado como um belo jovem nu com dois halteres nas mãos.

## Dramaturgia
Na dramaturgia grega clássica, o Agon ou Ágon se refere à convenção formal de acordo com a qual o combate verbal das personagens deve ser organizada de forma a fornecer a base para a ação. Daí proto agonístes, protagonista, ou o primeiro a falar; deutero agonístes, o segundo a falar; tríto agonístes, o terceiro a falar, e assim sucessivamente